# Tony Strobl
| Portal | Portal:Disney |

 Tony Strobl  (født 12. maj 1915 i Cleveland, Ohio, død 29. december 1991 i Ohio) var amerikansk tegneserietegner og nok næst efter Carl Barks den tegner, der har leveret flest historier om Anders And og universet omkring ham. Han har især stået for mange af historierne om Raptus von And.
Han var andengenerations-indvandrer af tjekkiske forældre, og han gik på Cleveland School of Art fra 1933 til 1937. Han gik samtidig med Jerry Siegel og Joe Shuster, der var i gang med at udvikle Superman. Strobl mente ikke, denne figur havde nogen fremtid for sig.
Da Snehvide og de syv små dværge havde premiere i 1937 blev han begejstret og søgte straks ind hos Walt Disney. Han fik afslag og besked om at gøre uddannelsen færdig. Det gjorde han, og allerede året efter blev han antaget som in-betweener på Pinocchio og Dumbo og pastoraleafsnittet i Fantasia.
Han forlod dog snart filmen og ville gå ind i og lave tegneserier, og 1949 søgte han ind hos Western Publishing, der udsendte tegneserier med populære tegnefilmfigurer. Han startede med at tegne Bucky Bug, men i starten af 1950'erne begyndte han at tegne andehistorier, og fra 1954 havde han hovedansvaret for disse. Han har så også ind imellem tegnet historier fra museuniverset.
I starten af 1960'erne gik han freelance og tegnede især for europæiske udgivere af Disneyserier, men i midten af 1960'erne tilbød Disney ham 30$ per side, og så tegnede han igen for Western. Det kvittede han i 1970 og lavede nu billedbøger for børn. I 1987 tegnede han en søndags-avisstribe med Anders And. Hans sidste værk for Disney var som manuskriptforfatter til den nystartede tegnefilmserie Rip, Rap og Rup på eventyr fra 1987 til 1989.
Strobls stil er anderledes end Barks' stil. Ænderne har et udpræget glad ansigtsudtryk.  Historierne er rolige i deres tempo, og komikken er afdæmpet, katastrofen udvikler sig langsomt og stille. Der er ikke de voldsomme udbrud hos personerne, deres mimik er diskret. Og Strobl var nok den, der mere end nogen anden udviklede Raptus von And til den storpralende professor.
Han stod bag den historie, hvor Rip, Rap og Rup er vilde med sangeren John Melvis, der er en parodi på Elvis Presley (han hedder Melvis Pressbe på originalsproget). Denne historie fik den danske rock and rollsanger, Ivan Haki Haagensen, til at vælge Melvis som sit kunstnernavn. 